# Mapování toku hodnot
Mapování toku hodnot, (anglicky value-stream mapping, zkr. VSM) je jedna z technik štíhlé výroby užívaná k analýze a nastavení toku materiálu a informací potřebných k dodání výrobku nebo služby zákazníkovi. V Toyotě, kde tato technika vznikla (jako součást Toyota Production System), je metoda označována jako "material and information flow mapping" (mapování toku materiálu a informací). Může být použita téměř v jakémkoli hodnotovém řetězci.

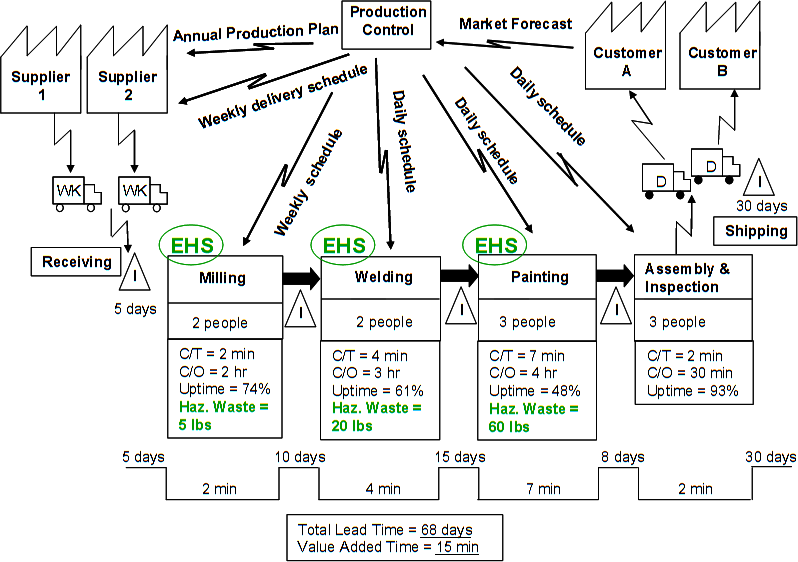
Mapování toku hodnot s aktuálním stavem a ekologickými údaji

## Příbuzné metody analýzy
Hines a Rich (1997) definovali sedm nástrojů mapování toku hodnot, kterými jsou:
1. Mapování aktivity procesu
2. Matice odpovědnosti řetězce dodavatelů
3. Trychtýř obměn produktu
4. Mapování filtru kvality
5. Mapování Forresterova efektu
6. Analýza rozhodného bodu
7. Obecné strukturní mapy